# Liste des lieux habités vers l'ouest du 180e méridien
Cet article rassemble des informations sur les lieux habités vers l'ouest du 180e méridien (c’est-à-dire vers le bord oriental de l'hémisphère est).

## Lieux habités

### En longitude
Il existe de nombreux lieux habités situés dans l'hémisphère est et assez proches du 180e méridien :
- Les  Fidji sont traversées par le 180e méridien, lequel coupe plusieurs îles habitées, dont Vanua Levu, Rabi et Taveuni. Plusieurs villages sont situés à proximité du méridien (et peut-être même dessus). Le lieu significativement habité le plus proche est Labasa (environ 25 000 habitants, 16° 26′ S, 179° 22′ E)
- Les  Tuvalu sont situés juste à l'ouest du 180e méridien. L'atoll le plus proche est Nukulaelae (9° 23′ S, 179° 51′ E.
- La seule masse continentale à être coupée par ce méridien (en dehors de l'Antarctique) est la partie orientale de l'Asie, en  Russie, dans le district autonome de Tchoukotka. Il existe de nombreux villages dans les environs du méridien, mais la ville la plus proche est Anadyr (64° 44′ N, 177° 30′ E, 11 038 habitants).
- En  Nouvelle-Zélande, mis à part certaines îles inhabitées, East Cape est le point de l'île du Nord le plus à l'est du pays (37° 41′ S, 178° 33′ E).
- Aux  Kiribati, l'archipel des îles Gilbert est situé juste à l'ouest du méridien. L'atoll le plus proche est Arorae (2° 38′ S, 176° 49′ E, 1 225 habitants).
- Aux  États-Unis, une partie des Aléoutiennes s'étend dans l'hémisphère Est. Seules deux îles sont habitées, Shemya (52° 43′ N, 174° 07′ E, 27 habitants) et Attu (20 habitants, 52° 51′ N, 173° 11′ E)

### Selon la ligne de changement de date

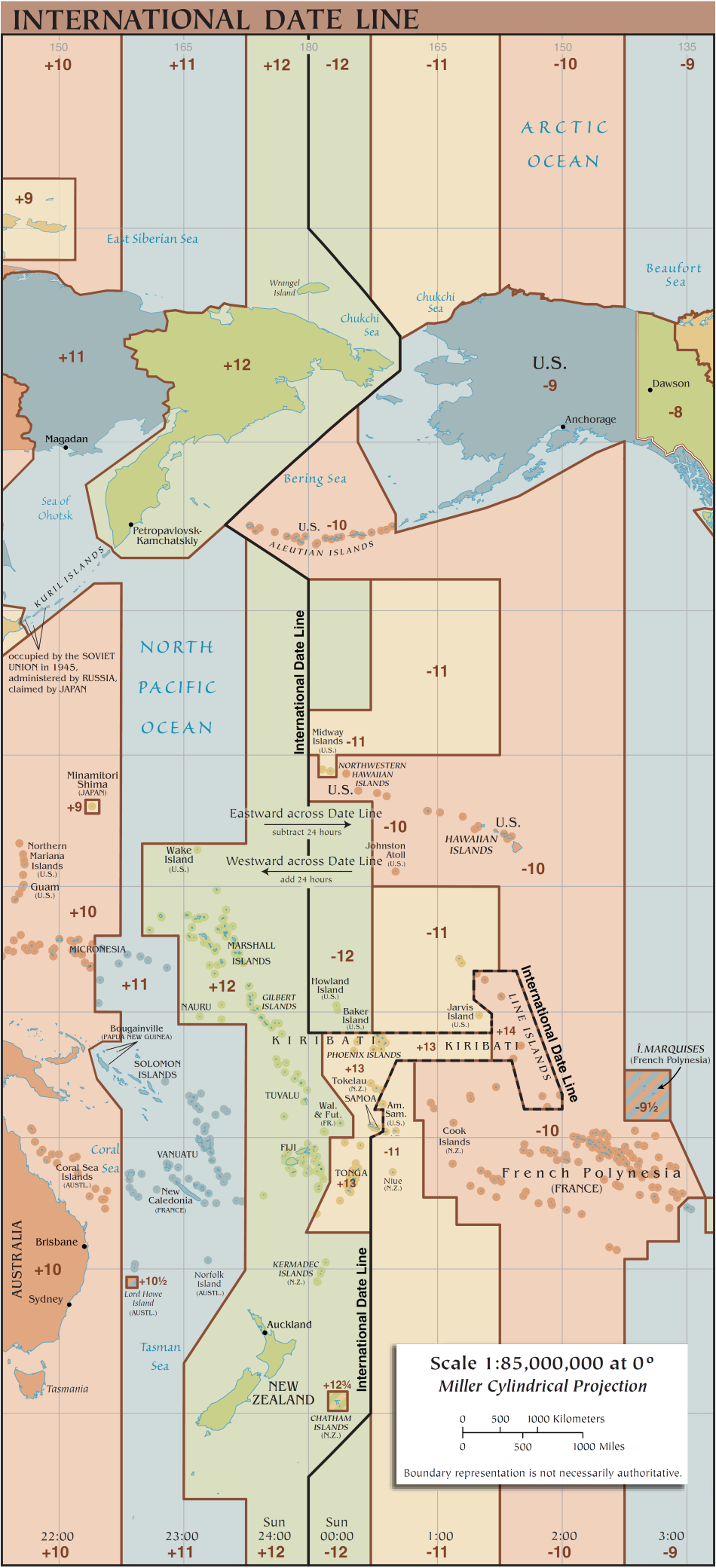
Tracé de la ligne de changement de date.

Le fuseau horaire le plus oriental actuellement utilisé est UTC+14, par l'archipel des îles de la Ligne dans les Kiribati. Les îles de cet archipel sont toutes situées dans l'hémisphère Ouest. Parmi cet archipel, seuls trois atolls sont habités :
- Île Christmas (1° 53′ N, 157° 24′ O, 5 115 habitants), possédant quatre villages :
  - London (1 829 habitants), le chef-lieu des îles de la Ligne
  - Tabwakea (3 001 habitants)
  - Banana (1 170 habitants)
  - Poland (235 habitants)
- Tabuaeran (3° 51′ N, 159° 22′ O, 2 539 habitants répartis en une dizaine de villages)
- Teraina (4° 41′ N, 160° 23′ O, 1 155 habitants sur neuf villages)

## Grandes villes
- Suva, la capitale des Fidji est la ville de plus de 50 000 habitants la plus à l'est (18° 08′ S, 178° 26′ E, 77 366 habitants).
- En Russie, la grande ville la plus orientale est Petropavlovsk-Kamtchatski, Kamtchatka (53° 01′ N, 158° 39′ E, 198 028 habitants).
- La Nouvelle-Zélande possède plusieurs villes de plus de 50 000 habitants. La plus à l'est est Napier (39° 29′ S, 176° 55′ E, 56 700 habitants). Auckland est l'agglomération de plus d'un million d'habitants la plus à l'est.